# Джейд Барбоса
Джейд Барбоса (англ. Jade Barbosa; нар. 1 липня 1991, Ріо-де-Жанейро) — бразильська гімнастка. Срібна призерка в командній першості Олімпійських ігор в Парижі, Франція. Учасниця Олімпійських ігор 2008, 2016 та 2024 років, чемпіонатів світу, Панамериканських чемпіонатів та ігор. Триразова призерка чемпіонатів світу.

## Біографія
У дев'ятирічному віці втратила мати. «Коли я втратила маму, то не знала, як це подолати, і гімнастика мене прихистила. Я не знаю, ким би стала без гімнастики. Замість того, щоб сидіти вдома, плакати та думати про те, яким би було життя, якби вона не пішла, я перебувала в оточенні людей, які мене любили та підтримували. Гімнастика давала можливість бути ближче до мами. Вона хотіла, щоб гімнастика зробила мене щасливою, вона була права».
У 2017 році брала участь в телевізійному шоу «Dancing Brasil», де з професійним танцюристом Лукасом Теодоро фінішувала другою.

## Спортивна кар'єра
Побачила гімнастику по телевізору та вмовила маму відвести в секцію спортивної гімнастики, коли було п'ять років.

## Результати на турнірах
| Рік  | Змагання                   | КБ | ІБ | Опорний стрибок | Різновисокі бруси | Колода | Вільні вправи |
| ---- | -------------------------- | -- | -- | --------------- | ----------------- | ------ | ------------- |
| 2005 | Панамериканський чемпіонат | 2  |    |                 |                   |        |               |
| 2007 | Панамериканські ігри       | 2  |    | 1               |                   |        | 3             |
| 2007 | Чемпіонат світу            | 5  | 3  | 5               |                   | 7      |               |
| 2008 | Олімпійські ігри           | 8  | 10 | 7               |                   |        |               |
| 2010 | Чемпіонат світу            |    | 15 | 3               |                   |        |               |
| 2011 | Чемпіонат світу            |    |    | 4               |                   |        |               |
| 2016 | Олімпійські ігри           | 8  |    |                 |                   |        |               |
| 2018 | Панамериканський чемпіонат | 2  | 7  |                 | 7                 | 13     | 6             |
| 2018 | Чемпіонат світу            | 7  | 15 |                 |                   |        |               |
| 2019 | Панамериканські ігри       | 3  |    |                 |                   |        |               |
| 2023 | Чемпіонат світу            | 2  |    |                 |                   |        |               |
| 2023 | Панамериканські ігри       | 2  | 4  |                 |                   |        |               |
| 2024 | Олімпійські ігри           | 3  |    |                 |                   |        |               |